# William Beckner
William Beckner (* 15. September 1941 in Kirksville (Missouri)) ist ein US-amerikanischer Mathematiker.
Beckner studierte zunächst Physik an der University of Missouri in Columbia mit dem Bachelor-Abschluss 1963 und wurde 1975 an der Princeton University bei Elias Stein in Mathematik promoviert (Inequalities in Fourier Analysis).  Als Post-Doktorand war er bei Alberto Calderon an der University of Chicago. Er ist Montgomery Professor für Mathematik an der University of Texas at Austin. 2007 bis 2011 stand er dort der Mathematik-Fakultät vor.
Er befasst sich mit Fourieranalysis und geometrischen Ungleichungen (Ungleichungen in Funktionenräumen und Aussagen, die dieser über die Geometrie der zugrundeliegende Mannigfaltigkeit machen). Er verfolgt Zusammenhänge mit Differentialgeometrie, mathematischer Physik und partiellen Differentialgleichungen.
1975 erhielt Beckner den Salem-Preis. 1978 war er Invited Speaker auf dem Internationalen Mathematikerkongress in Helsinki (Basic problems in Fourier analysis). 1977 war er Sloan Research Fellow. Er ist Fellow der American Mathematical Society.
2000 bis 2005 war er Herausgeber der Transactions of the American Mathematical Society.

## Schriften
- Inequalities in Fourier analysis, Ann. Math. 102 (1975), 159–182.
- Sobolev inequalities, the Poisson semigroup and analysis on the sphere, Proc. Nat. Acad. Sci. 89 (1992), 4816–4819.
- Sharp Sobolev inequalities on the sphere and the Moser-Trudinger inequality, Ann. Math. 138 (1993), 213–242.
- Geometric inequalities in Fourier analysis, Essays on Fourier Analysis in Honor of Elias M. Stein, Princeton University Press, 1995, 36–68.
- Pitt's inequality and the uncertainty principle, Proc. Amer. Math. Soc. 123 (1995), 1897–1905.
- Logarithmic Sobolev inequalities and the existence of singular integrals, Forum Math. 9 (1997), 303–323.
- Sharp inequalities and geometric manifolds, J. Fourier Anal. Appl. 3 (1997), 825–836.
- Geometric proof of Nash's inequality, Int. Math. Res. Notices (1998), 67–72.